# Пинский повет
Пи́нский пове́т (пол. Powiat piński) — административная единица в составе Берестейского воеводства Великого княжества Литовского (c 1559 года в составе Речи Посполитой). Центр повета — Пинск. Площадь 17 тыс. км².

## Символика
Хоругвь повета была голубого («лазурного») цвета с изображением «Погони» в центре.
Городские гербы получили Городная, Логишин и Пинск.

## История
В XV—XVI веках из предшественника повета — Пинского княжества — выделились многочисленные мелкие имения местных бояр-шляхты, большие магнатские и церковные вотчины. В 1519 году территория, непосредственно относившаяся к Пинскому замку, получила статус личной собственности королевы Боны и её сына Сигизмунда Августа. По состоянию на 1528, согласно переписи войска Великого княжества Литовского, в Пинской земле было 79 бояр и боярских вдов.
Пинский повет образован согласно административно-территориальной реформы 1565—1566 годов и включен в состав Берестейского воеводства. Территория повета значительно увеличилась за счет включения Давид-Городского, Дубровицкого и Туровского княжеств.
Во время восстания под предводительством Хмельницкого Пинский повет в 1657 году вошел в состав Гетманщины. Поспособствовала этому, в частности, Пинская шляхта во главе с маршалом повета Лукашем Ельским, в то же время Богдан Хмельницкий выдал 28 июня 1657 универсал в подтверждение прав шляхты Пинского повета. На территории повета был образован Пинско-Туровский казацкий полк.
В 1791 году, согласно Конституции Речи Посполитой, образовался Пинско-Заречный уезд с центром в селе Плотница, который в 1792 году был переименован в Запинский с центром в городе Столин.
После второго раздела Речи Посполитой в 1793 году значительная часть повета вместе с Пинском оказалась в составе Российской империи, а после третьего раздела Речи Посполитой в 1795 году — и остальные территории.